# Ford EF Falcon
La Ford EF Falcon è la penultima serie della quinta generazione di Falcon, prodotta dal 1994 al 1996 dalla Ford australiana. L'auto sostituisce la precedente ED Falcon.
È stata la prima Falcon ad utilizzare i gruppi anteriori in policarbonato, abbandonando il vetro anche per contenere il peso del veicolo e per evitare la rottura dei fari in caso di incidente.

## Il contesto
Introdotta nell'agosto 1994, la EF Falcon portò con sé un nuovo aspetto più sinuoso, anche se essa condivideva le sue porte (anche se con un nuovo design della maniglia della porta) e gran parte della struttura del suo corpo con le precedenti vetture della serie EA-ED. A differenza della berlina, la station wagon ha ereditato lo stile posteriore della serie ED. Con il nuovo modello arrivò un interno completamente ridisegnato. I portabicchieri erano ormai disponibili in tutti i modelli e Ford dimostrò di prestare particolare attenzione alla sicurezza. L'airbag per il guidatore è stato reso standard su tutte le varianti, una novità per un'auto australiana, anche se la rivale Holden VR Commodore è stato la prima vettura ad utilizzarlo come opzione. La nuova carrozzeria irrobustita ha conferito maggiore resistenza al ribaltamento e una migliore protezione anticollisione anteriore. Un'innovazione originale introdotta nella gamma EF era la "Smart Bar", che altro non era se non un bullbar sviluppato per funzionare senza problemi con l'airbag del veicolo.
Il motore sei cilindri in linea da 4,0 litri è stato aggiornato per migliorare la potenza, arrivata a 157 kW (211 CV), ed è stata rimossa la distribuzione poiché è stata sostituita con un sistema di accensione a bobina, una prima assoluta per Falcon. Anche il collettore di aspirazione è stato modificato per includere un sistema a doppia lunghezza che ha comportato l'ingresso di due diverse lunghezze e una valvola per passare tra le due. Sono state apportate modifiche anche alle sospensioni con l'obiettivo di fornire una guida più flessibile, che hanno però attirato critiche per aver prodotto un comportamento nervoso e una sensazione inquietante di sovrasterzo (un problema corretto solo nell'aggiornamento EL).

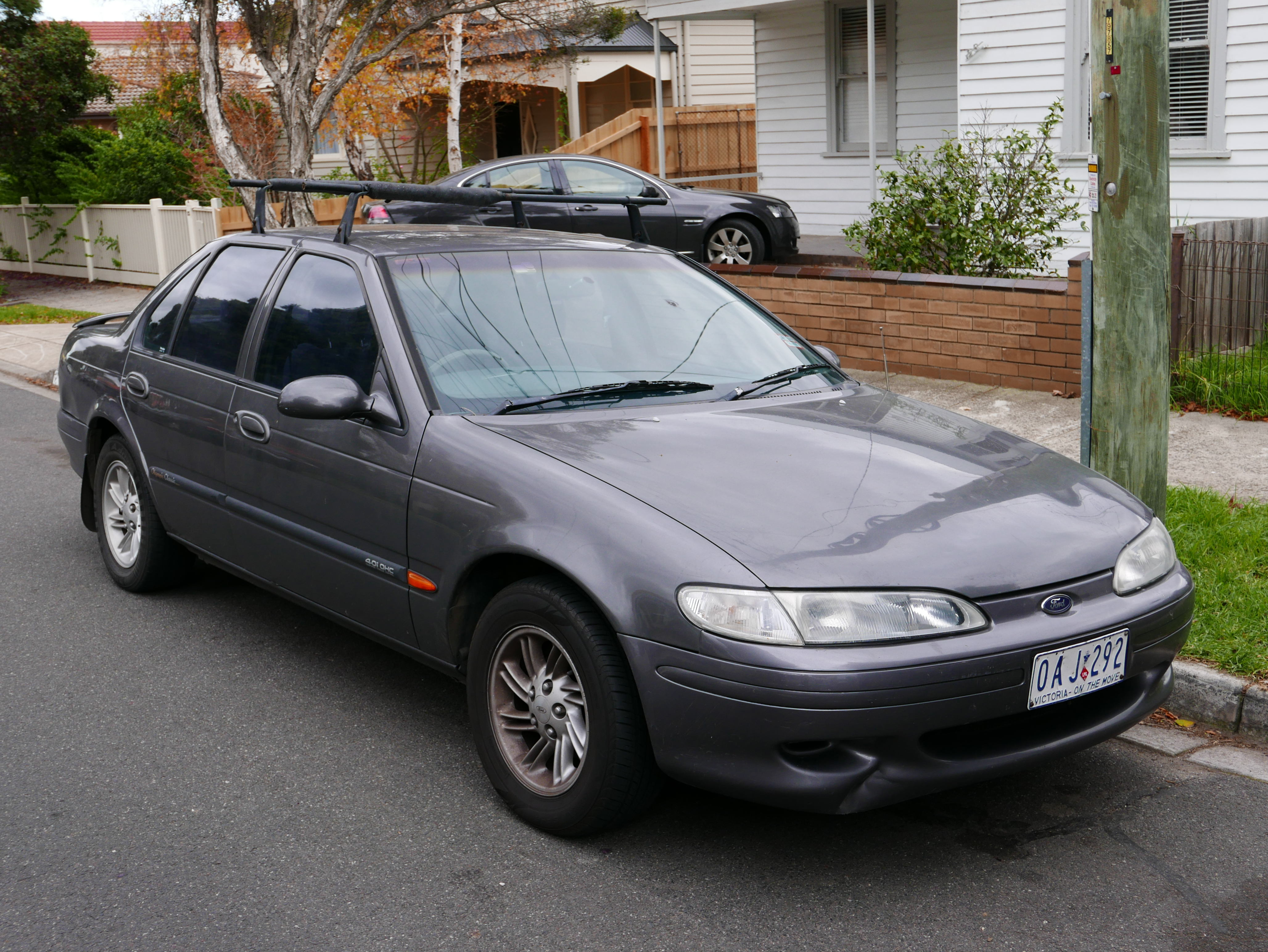
Una EF Falcon Series II in allestimento Futura Olympic Classic

Un airbag per i passeggeri è stato offerto come optional nella versione aggiornata, la Series II, a partire dall'ottobre 1995. Il design esclusivo ha permesso di proteggere non solo il passeggero anteriore, ma anche il passeggero centrale (solo la entry level GLi è stata offerta con il sedile centrale optional, che comportava lo spostamento della leva del cambio sulla strumentazione). La Fairmont Ghia era l'unico livello ordinato per ricevere due airbag frontali di serie ed esse hanno anche beneficiato del motore delle XR6, della tappezzeria in pelle, dell'ampio uso di bicromato di potassio e delle sospensioni abbassate. Con l'uso degli isolanti in gomma neoprene, il rumore della strada e del vento è neutralizzato all'interno dell'abitacolo, contribuendo al comfort acustico del veicolo.

### Il restyling: la Series II
La Series II fu introdotta nel 1995 aggiungendo oltre mille nuove funzionalità ed eliminato la versione XR6 station wagon dalla gamma. Una nuova sospensione anteriore è stata introdotta a causa del comportamento nervoso riscontrato in precedenza, ed un altro miglioramento importante era il fatto che l'airbag per il passeggero era diventato di serie per tutti gli allestimenti, tranne che per la versione base GLi dove era un'opzione gratuita. Le Falcon EF II sono identificabili dai coprimozzi ridisegnati sul modello GLi, dalle nuove strisce paracolpi lanciate sulla versione Futura e dai montanti B neri per le Fairmont Ghia. Tutte le Falcon EF II sono dotate di uno specchietto laterale per il passeggero convesso e grandangolare. Vennero lanciate anche alcune serie speciali, quali le versioni GLi Classic e Futura Classic dal novembre 1995 al successivo marzo (Classic è il nome di un pacchetto di accessori specifico) e poi GLi Olympic Classic e Futura Olympic Classic da maggio ad agosto 1996. Con questo modello, fatta eccezione per le versioni base GLi (che aveva di serie solo l'airbag per il conducente), entrambi gli airbag frontali diventano di serie.